# UBIGEO
Ubigeo är det kodningssystem för geografiska orter (spanska: Código Ubicacíon Geográfica) i Peru som används av Perus nationella statistikbyrå (spanska: Instituto Nacional de Estadística e Informática INEI) för att koda den första administrativa indelningen: departement (spanska: departament), den andra administrativa underindelningen: provinser (spanska: provincia) och den tredje indelningsnivån: distrikt (spanska: distrito).

## Syntax
Kodsystemet använder ett tvåsiffrigt tal för varje indelningsnivå. Den första (högsta) nivån börjar numreringen med 01 för Amazonasdepartementet och fortsätter i alfabetisk ordning upp till 25 för Ucayalidepartementet. Eventuellt tillkommande departement kommer att läggas i slutet av listan, och får en numrering som börjar med det första lediga numret.
| 01 | Amazonas      | 01 02 03 04 05 06 07 08 09 10 11 12 13 14 15 16 17 18 19 20 21 22 23 24 25 |
| 02 | Áncash        | 01 02 03 04 05 06 07 08 09 10 11 12 13 14 15 16 17 18 19 20 21 22 23 24 25 |
| 03 | Apurímac      | 01 02 03 04 05 06 07 08 09 10 11 12 13 14 15 16 17 18 19 20 21 22 23 24 25 |
| 04 | Arequipa      | 01 02 03 04 05 06 07 08 09 10 11 12 13 14 15 16 17 18 19 20 21 22 23 24 25 |
| 05 | Ayacucho      | 01 02 03 04 05 06 07 08 09 10 11 12 13 14 15 16 17 18 19 20 21 22 23 24 25 |
| 06 | Cajamarca     | 01 02 03 04 05 06 07 08 09 10 11 12 13 14 15 16 17 18 19 20 21 22 23 24 25 |
| 07 | Cusco         | 01 02 03 04 05 06 07 08 09 10 11 12 13 14 15 16 17 18 19 20 21 22 23 24 25 |
| 08 | Huancavelica  | 01 02 03 04 05 06 07 08 09 10 11 12 13 14 15 16 17 18 19 20 21 22 23 24 25 |
| 09 | Huánuco       | 01 02 03 04 05 06 07 08 09 10 11 12 13 14 15 16 17 18 19 20 21 22 23 24 25 |
| 10 | Ica           | 01 02 03 04 05 06 07 08 09 10 11 12 13 14 15 16 17 18 19 20 21 22 23 24 25 |
| 11 | Junín         | 01 02 03 04 05 06 07 08 09 10 11 12 13 14 15 16 17 18 19 20 21 22 23 24 25 |
| 12 | La Libertad   | 01 02 03 04 05 06 07 08 09 10 11 12 13 14 15 16 17 18 19 20 21 22 23 24 25 |
| 13 | Lambayeque    | 01 02 03 04 05 06 07 08 09 10 11 12 13 14 15 16 17 18 19 20 21 22 23 24 25 |
| 14 | Lima          | 01 02 03 04 05 06 07 08 09 10 11 12 13 14 15 16 17 18 19 20 21 22 23 24 25 |
| 15 | Loreto        | 01 02 03 04 05 06 07 08 09 10 11 12 13 14 15 16 17 18 19 20 21 22 23 24 25 |
| 16 | Madre de Dios | 01 02 03 04 05 06 07 08 09 10 11 12 13 14 15 16 17 18 19 20 21 22 23 24 25 |
| 17 | Moquegua      | 01 02 03 04 05 06 07 08 09 10 11 12 13 14 15 16 17 18 19 20 21 22 23 24 25 |
| 18 | Pasco         | 01 02 03 04 05 06 07 08 09 10 11 12 13 14 15 16 17 18 19 20 21 22 23 24 25 |
| 19 | Piura         | 01 02 03 04 05 06 07 08 09 10 11 12 13 14 15 16 17 18 19 20 21 22 23 24 25 |
| 20 | Puno          | 01 02 03 04 05 06 07 08 09 10 11 12 13 14 15 16 17 18 19 20 21 22 23 24 25 |
| 21 | San Martín    | 01 02 03 04 05 06 07 08 09 10 11 12 13 14 15 16 17 18 19 20 21 22 23 24 25 |
| 22 | Tacna         | 01 02 03 04 05 06 07 08 09 10 11 12 13 14 15 16 17 18 19 20 21 22 23 24 25 |
| 23 | Tumbes        | 01 02 03 04 05 06 07 08 09 10 11 12 13 14 15 16 17 18 19 20 21 22 23 24 25 |
| 24 | Callao        | 01 02 03 04 05 06 07 08 09 10 11 12 13 14 15 16 17 18 19 20 21 22 23 24 25 |
| 25 | Ucayali       | 01 02 03 04 05 06 07 08 09 10 11 12 13 14 15 16 17 18 19 20 21 22 23 24 25 |

1. ↑  konstitutionell provins

Den andra indelningsnivån börjar med 0101 för den första provinsen i Amazonasregionen: Chachapoyasprovinsen och fortsätter upp till 2504 för den sista provinsen Purus i Ucayali. Provinserna numreras per region och den provins där huvudorten är belägen får alltid nummer ett. Övriga provinser kodas i alfabetisk ordning. Eventuellt tillkommande provinser läggs till per provins i slutet av listan, och får en numrering som börjar med det första lediga numret.
Den tredje nivån börjar med 010101 för det första distriktet i första provinsen i Amazonasregionen: Chachapoyasdistriktet och fortsätter upp till kod 250401 för det sista distriktet i den sista provinsen i Ucayaliregionen: Purusdistriktet. Distrikten numreras per provins och det distrikt där provinsens huvudort ligger får alltid nummer ett. Övriga distrikt kodas i alfabetisk ordning. Eventuellt tillkommande distrikt läggs till per provins i slutet av listan, och får en numrering som börjar med det första lediga numret.

## Exempel

### Departement
- 01 Amazonas
- 02 Áncash
- 03 Apurímac

### Provinser
- 0101 Chachapoyasprovinsen i Amazonas.
- 0102 Baguaprovinsen i Amazonas.
- 0103 Bongaraprovinsen i Amazonas.
- 0104 Condorcanquiprovinsen i Amazonas.
- 0105 Luyaprovinsen i Amazonas.
- 0106 Rodríguez de Mendoza-provinsen i Amazonas.
- 0107 Utcubambaprovinsen i Amazonas.
- 0201 Huarazprovinsen i Áncash.

### Distrikt
- 010101 Chachapoyasdistriktet i Chachapoyasprovinsen.
- 010102 Asuncióndistriktet i Chachapoyas.
- 010103 Balsasdistriktet i Chachapoyas.
- 010104 Chetodistriktet i Chachapoyas.
- 010105 Chiliquindistriktet i Chachapoyas.

## Källa och fotnoter
1. ↑  Official web site of the INEI institute Arkiverad 12 april 1997 hämtat från the Wayback Machine. (spanska)